# Longitarsus pratensis
Longitarsus pratensis is een keversoort uit de familie bladkevers (Chrysomelidae). De wetenschappelijke naam van de soort werd in 1794 gepubliceerd door Georg Wolfgang Franz Panzer.